# Hidden Figures (soundtrack)
Hidden Figures: The Album is de originele soundtrack van de film Hidden Figures die werd uitgebracht op 9 december 2016 door Columbia Records.
Het album bevat voornamelijk filmsongs van film co-componist en producent Pharrell Williams. Het nummer Runnin' werd al eerder uitgebracht op single.

## Nummers
1. Runnin' - Pharrell Williams (3:35)
2. Crave - Pharrell Williams (2:53)
3. Surrender - Lalah Hathaway & Pharrell Williams (3:35)
4. Mirage - Mary J. Blige (3:15)
5. Able - Pharrell Williams (3:01)
6. Apple - Alicia Keys & Pharrell Williams (3:47)
7. Isn't This the World - Janelle Monáe (4:12)
8. Crystal Clear - Pharrell Williams (2:48)
9. Jalapeño - Janelle Monáe & Pharrell Williams (2:50)
10. I See a Victory - Kim Burrell & Pharrel Williams (3:07)

## Original Score
Hidden Fictures: Original Score is de tweede originele soundtrack van de film Hidden Figures die werd uitgebracht op 6 januari 2017 door Columbia Records.
Het album bevat alleen de originele filmmuziek van de componisten Hans Zimmer, Pharrell Williams en Benjamin Wallfisch. Het orkest stond onder leiding van Timothy Williams met zang van Briana Lee en Edie Lehmann Boddicker. Aan het album heeft ook pianist Herbie Hancock meegewerkt.

## Nummers
1. Katherine (2:37)
2. Mission Control (1:17)
3. I'd Already Be One (1:08)
4. Space Task Group (1:08)
5. Slice of Pie (1:05)
6. Redacted (1:26)
7. With All the Angels (1:35)
8. Redstone (1:36)
9. Call Your Wives (3:23)
10. Launch (2:21)
11. That's Just the Way Things Are (2:25)
12. Sign (1:11)
13. Kitchen Kiss (0:55)
14. Mary and the Judge (1:30)
15. I Like Her Numbers (2:07)
16. Ladies'March (1:25)
17. Mary and Levi (2:12)
18. Euler's Method (1:23)
19. Proposal (1:40)
20. Pearls (2:41)
21. Katherine Calculates (1:32)
22. Lift Off (3:11)
23. Warning Light (0:59)
24. Rocket Peril (3:10)
25. Hidden Figures (3:50)
26. Epilogue (0:38)

## Prijzen en nominaties
De filmmuziek werd genomineerd bij de volgende prijsuitreikingen:
| Jaar | Prijs           | Categorie                              | Genomineerde(n)                                     | Uitslag     |
| ---- | --------------- | -------------------------------------- | --------------------------------------------------- | ----------- |
| 2017 | Golden Globe    | Beste filmmuziek                       | Hans Zimmer, Pharrell Williams & Benjamin Wallfisch | Genomineerd |
| 2017 | Satellite Award | Beste soundtrack                       | Hans Zimmer                                         | Genomineerd |
| 2018 | Grammy Award    | Best Score Soundtrack for Visual Media | Hans Zimmer, Pharrell Williams & Benjamin Wallfisch | Genomineerd |